# 로런스 아티지기
로런스 아티지기(영어: Lawrence Ati-Zigi, 1996년 11월 29일~)는 가나의 축구 선수로 포지션은 골키퍼이다. 현재 스위스 슈퍼 리그의 FC 장크트갈렌과 가나 대표팀 소속으로 활동하고 있다.